# José Simón Díaz
José Simón Díaz (Madrid, 18 de julio de 1920-24 de diciembre de 2012) fue un bibliógrafo y filólogo español. En 1984, recibió de la Universidad de Siracusa (EE. UU.) el Premio Internacional de Bibliografía Nicolás Antonio, y en 1995, la Medalla de Oro al Mérito en las Bellas Artes.

## Biografía
Madrileño, entre 1939 y 1943 cursó la Licenciatura en Filosofía y Letras en la Complutense, y en 1947 obtuvo su doctorado.
Colaboró en varias revistas literarias, fue catedrático en varias universidades e institutos. También fue presidente y secretario en instituciones como el Instituto de Estudios Madrileños y el Instituto Miguel de Cervantes.
En 1954 comienza a publicar su ambiciosa obra Bibliografía de la Literatura Hispánica con más de 150 000 referencias bibliográficas sobre todo lo escrito en castellano, catalán, vascuence o gallego desde el siglo XVI al XVII. A esta obra se le fueron añadiendo numerosas ediciones.
En 1961, Simón Díaz fue uno de los doce expertos que conformaron la comisión mundial designada por la Unesco para elaborar el proyecto de unificación de estadísticas bibliográficas internacionales.
Padre de la historiadora María del Carmen Simón Palmer, falleció a los 92 años de edad, el día de Nochebuena de 2012.

## Obras selectas
- Bibliografía de la literatura hispánica (1954)
- La investigación bibliográfica sobre temas españoles (1954)
- Mil biografías de los Siglos de Oro. Índice bibliográfico (1985)